# Karl Egon Ebert
Karl Egon Ebert (ur. 5 czerwca 1801 w Pradze, zm. 24 października 1882 w Smíchov koło Pragi) – poeta niemiecko-czeski, autor utworów poetyckich i dramatycznych.
Jego ojciec, Michael Ebert, pochodzący z Fürstenbergu, rezydujący w Czechach, pełnił ważne funkcje państwowe.
K. E. Ebert w 1848 zaangażował się politycznie jako zwolennik współpracy literatów czeskich i niemieckich.
Dorobek literacki poety obejmował łącznie 7 tomów wydanych w 1877 w Pradze. Do wierszy "Pierwszy fiołek" i "Reiselied" muzykę napisał Felix Mendelssohn-Bartholdy.
Sam Karl Egon Ebert napisał dwa libretta operowe. Pierwsze z nich do opery Leopolda Eugena Miechura (po czesku Měchura) – "Tarcza", drugie dla Josepha Dessauera do opery "Lidwinna" skomponowanej w 1836.